# Indijanski rezervati
Indijanski rezervati -pleme; lokacija; Osnutak  /godina/
A
- Acoma Pueblo... Acoma (Keres); Novi Meksiko (1689)
  - Agua Caliente -vidi Palm Springs
- Alabama-Coushetta ... Alabama, Koasati (Coushatta); Teksas (1854)
  - Ak Chin -vidi Maricopa
- Alexander Valley... Wappo (banda Mishewal); Kalifornija (1909)
- Allegany ...Seneca i Onondaga Irokezi; New York (1797)
- Allen Canyon... Ute; Utah (1887)
- Alpine County... Washo; Kalifornija (1887)
- Alturas... Shasta; Kalifornija (1922)
  - Anderson Vally -vidi Redding.
  - Annette Island -vidi Metlakatla.
  - Auberry -vidi Big Sandy
- Auburn... Maidu, i niz plemena; Kalifornija (1914)
- Augustine... Cahuilla; Kalifornija, okrug Riverside (1893)

B
- Bad River... Chippewa; Wisconsin (1854)
  - Barona Ranch -vidi Capitán Grande.
- Battle Mountain... Zapadni Shoshoni (pleme Te-Moak); Nevada (19117)
- Bay Mills... Chippewa; Wisconsin (1936)
- Bear River... Mattole; Kalifornija (1911)
- Beaver Island, Hog Island... Ottawa (banda Beaver Island); Michigan (1935)
- Benton... Owens Valley Paiute (zvani i Utu Utu Gwaitu Paiute); Kalifornija (1915)
- Big Bend... Itsatawi (pleme Achomawija); Kalifornija (1914)
- Big Cypress... Seminole, Florida (1938)
- Big Lagoon... Yurok, Tolowa; Kalifornija, okrug Humboldt (1917)
- Big Pine.. Owens Valley Paiute; Kalifornija, okrug Inyo.
- Big Sandy (Auberry)... Western Mono; Kalifornija, okrug Fresno (1909)
- Big Valley... Pomo, Atuami (pleme Achomawija); Kalifornija, okrug Lake (1911)
- Bishop... Owens Valley Paiute; Kalifornija, okrug Inyo.
- Blackfeet... Blackfeet, Kainah, Piegan; Montana (1873)
- Blue Lake... Wiyot, Yurok, Hupa; Kalifornija, okrug Humboldt (1908)
  - Bois Fort -vidi Nett Lake.
- Brighton Seminole... Seminole, Florida (1938)
- Bridgeport Indian Colony... Northern Paiute; Kalifornija, okrug Mono.
- Buena Vista... Miwok; Kalifornija, okrug Amador (1926)
- Burns (Harney)... Northern Paiute (pleme Wadatika); Oregon (1934)

C
- Cabazon... Cahuilla; Kalifornija, okrug Riverside (1876)
- Cache Creek... Pomo; Kalifornija (1917)
- Cahuilla... Cahuilla; Kalifornija, okrug Riverside (1875)
- Camp Verde... Tonto, Yavapai; Arizona (1914)
- Campo... Diegueño; Kalifornija, okrug San Diego (1893)
- Cañoncito... Navaho; Novi Meksiko (1925)
- Capitan Grande... Diegueño; Kalifornija, okrug San Diego (1875)
- Carson... Washo; Nevada (1940)
- Catawba... Catawba; Južna Karolina (1763)
- Cattaraugus... Seneca, Cayuga i Onondaga Irokezi; New York (1797)
- Cedar City... (Southern) Paiute; Utah (1914)
- Cedarville... Northern Paiute; Kalifornija, okrug Modoc (1906)
- Celilo (The Dalles)... Yakima, Wasco; Oregon (1947) /rezerviran za ribolovne svrhe/.
  - Chandalar vidi Venetie.
- Chehalis... Upper Chehalis /Copalis, Wynoochee, Humptulips/ i Lower Chehalis /Satsop/. Plemena saveza: Hoquiam, Hooshkal, Humptulips, Klimmin, Nooskhom, Satsop, Wynoochee i Wishkah; Washington (1864)
- Chemehuevi... Chemehuevi; Kalifornija (1907)
- Cherokee (Qualla).. Cherokee; Sjeverna Karolina (1907)

Po državama
Aljaska: Metlakatla 
Arizona: Camp Verde, Cocopah, Colorado River (Kalifornija i Arizona), Fort Apache, Fort McDowell, Fort Yuma (Arizona i Kalifornija), Gila Bend, Havasupai, Hopi, Hualapai, Kaibab, Maricopa-Ak Chin, Navajo (Arizona, Novi Meksiko i Utah), Papago, Salt River, San Carlos, San Xavieri Yavapai .
Kalifornija: Agus Caliente (Palm Springs), Alexander Valley, Auburn, Ausustine, Barona, Berry Creek, Big Bend (Henderson), Big Lagoon, Big Pine, Big Sandy (Auberry), Big Valley, Bishop, Blue Lake, Buena Vista, Cabazon, Cache Creek, Cachil Dehe (Colusa), Cahuilla, Campo, Capitan Grande, Cedarville, Chemehuevi, Chicken Ranch, Chico, Cloverdale, Cold Springs (Sycamore), Colfax, Cortina, Coyote Valley, Cuyapaipe, Dry Creek (Geyserville), Elk Valley (Cresent City), Enterprise, Fort Bidwell, Fort Independence, Graton, Greenville, Grindstone Creek, Guidiville, Hoopa Valley, Hoopa Valley Extension (Klamath Strip), Hopland, Inaja-Cosmit, Indian Ranch, Jackson, Laguna, La Jolla, La Fosta, Laytonville, Likely, Lone Pine, Lookout, Los Coyotes, Lower Lake, Lytton, Manchester (Point Arena), Manzanita, Mark West, Mesa Grande, Middletown, Mission Creek, Mission Reserve, Montgomery Creek, Mooretown, Morongo, Nevada City, North Fork, Pala, Pauma and Yuima, Paskenta, Pechanga, Picayune, Pinoleville, Potter Valley, Quartz Valley, Ramona, Redding (Clear Creek), Redwood Valley, Resighini (Coast Indian Community), Rincon, Rearing Creek, Robinson, Rohnerville, Round Valley, Ruffeys, Rumsey, San Manuel, San Pasqual, Santa Rosa (Calif Agency), Santa Ynez, Santa Ysabel, Scotts Valley (Sugar Bowl), Sheep Ranch, Sherwood Valley, Shingle Springs, Smith River, Soboba, Strathmore, Strawberry Valley, Stewards Point, Sulphur Bank, Susanville, Sycuan, Table Bluff, Table Mountain, Taylorsville, Torres Marinez, Trinidad, Tule River, Tuolumne, Twenty Nine-Palms, Upper Lake, Viejas (Baron Long), Wilton, X L Ranch.
Novi Meksiko: Sandia Pueblo, Laguna Pueblo, Nacija Navajo, 
Povratak